# Vườn quốc gia sông Goulburn
Vườn quốc gia sông Goulburn River là một vườn quốc gia ở bang New South Wales, Úc, cách thành phố Sydney 280 km về phía tây bắc, các thành phố Merriwa 20 km về phía tây nam.
Vườn quốc gia sông Goulburn nằm trong vùng thung lũng Hunter, bao trùm khoảng 90 km sông Goulburn, gần các thành phố nhỏ Sandy Hollow, Denman, Merriwa và Mudgee.

## Động vật
Vườn quốc gia sông Goulburn là nơi cư trú của Kangaroo, con dúi có túi (Wombat), đà điểu sa mạc Úc (Emu), kỳ đà (Goanna), thú mỏ vịt (Platypus) cùng nhiều loài chim khác nhau.

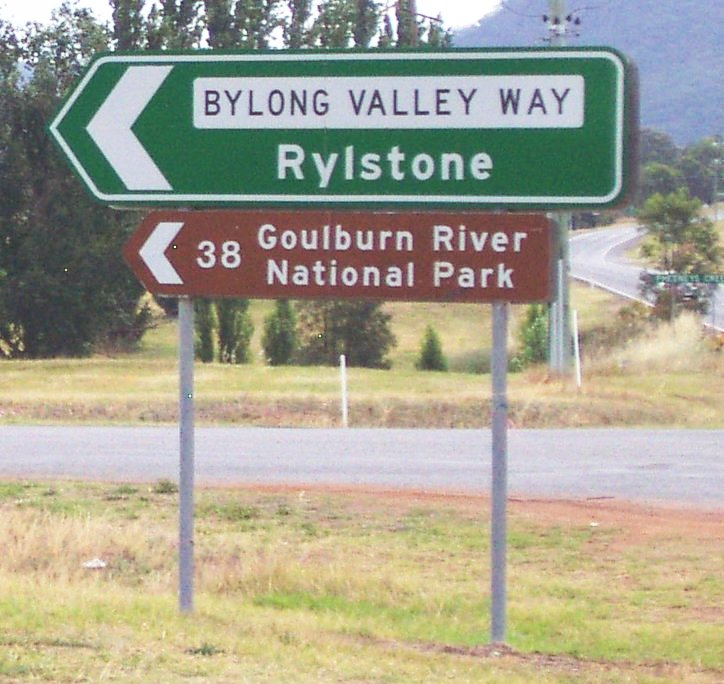
Biển chỉ đường ở ngã tư Golden Highway và Bylong Valley Way